# Selago
Selago ist eine etwa 190 Arten umfassende afrikanische Pflanzengattung aus der Familie der Braunwurzgewächse (Scrophulariaceae).

## Beschreibung
Selago-Arten sind heidekrautartige, stark verzweigte Zwergsträucher oder gelegentlich ausdauernde oder einjährige krautige Pflanzen. Sie können unbehaart oder behaart sein. Die Stängel sind aufsteigend bis aufrecht. Die Laubblätter sind stammbürtig, aufsitzend und stehen wechselständig einzeln oder in Büscheln. Die Blattspreite ist linealisch-lanzettlich, langgestreckt, elliptisch oder spatelförmig. Nach vorn hin sind die Blätter zugespitzt bis abgestumpft, der Blattrand ist ganzrandig bis gezahnt.
Die Blüten stehen aufsitzend oder an kurzen Blütenstielen. Der Kelch ist tief eingeschnitten, so dass drei bis fünf nahezu gleich große Kelchlappen entstehen. Die Krone ist weiß, röhrenförmig, ihr Kronsaum ist in zwei Lippen geteilt. Die Kronröhre kann kurz und breit oder aber lang und schmal sein. Die vier Staubblätter stehen nicht über die Krone hinaus. Der Fruchtknoten ist nahezu kugelförmig, die Narbe ist gespalten oder drei-gezahnt.
Die Früchte enthalten zwei spindelförmige Samen.

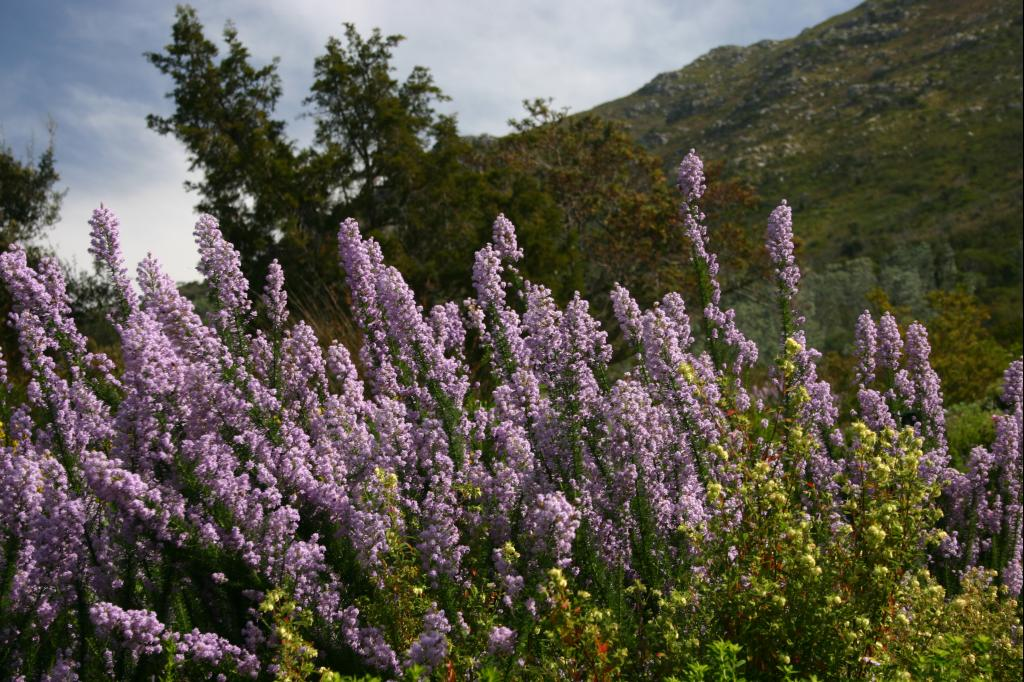
Selago canescens von Johannesburg

## Verbreitung
Die rund 190 Arten der Gattung Selago sind vor allem im Süden Afrikas verbreitet, einige Arten kommen auch in anderen tropischen Teilen Afrikas vor, die Art Selago muralis ist auf Madagaskar zu finden.

## Systematik
Hier eine Auswahl der Arten:
- Selago albida Choisy: Sie kommt in Südafrika, in Lesotho und im Free State vor.[1]
- Selago blantyrensis Rolfe (Syn.: Selago buchananii Rolfe): Sie kommt im südlichen Malawi vor.[2]
- Selago canescens L.f.: Sie kommt in der Kapprovinz vor.[2]
- Selago geniculata L.f.: Sie kommt im Westkap, Nordkap, Ostkap und im Free State vor.[1]
- Selago muralis Benth. & Hook.f.: Sie kommt in Madagaskar vor.[2]
- Selago speciosa Rolfe: Sie kommt in Südafrika und in Lesotho vor.[1]
- Selago welwitschii Rolfe: Sie kommt vom südlichen tropischen Afrika bis Namibia vor.[2]